# 유순 (초절왕)
초절왕 유순(楚節王 劉純, ? ~ 기원전 101년)은 전한의 황족 · 제후왕이다.
초양왕 유주의 아들로, 기원전 117년에 아버지가 죽자 초왕의 작위를 이었다. 《한서》에 따르면, 기원전 101년, 재위 16년 만에 죽어 시호를 절이라 했고, 아들 유연수가 뒤를 이었다. 《사기》에서는 지절 2년(기원전 68년)에 모반을 꾀한다는 상소가 들어와 왕이 자살하고 초국은 폐지되었으며 초국의 영토는 팽성군으로 개편되었다고 기록했으나, 《사기집해》에 인용된 서광의 설에서는 재위 17년 만에 죽어 절왕의 시호를 받았다 하고 《사기정의》에서는 한서의 내용을 인용하여 저소손이 오류를 냈을 것이라고 했다.